# Xorides praecatorius

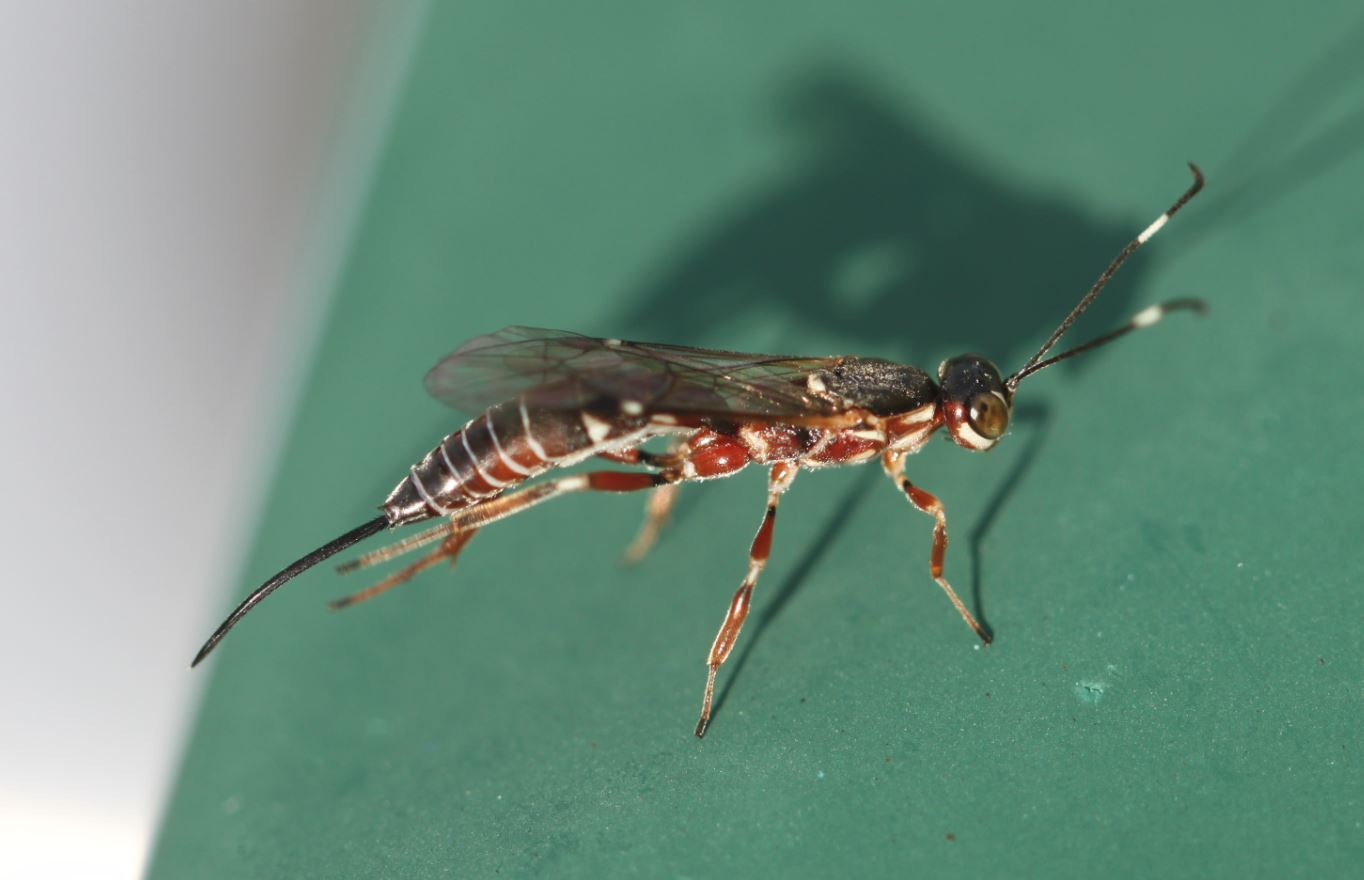
Xorides praecatorius ♀

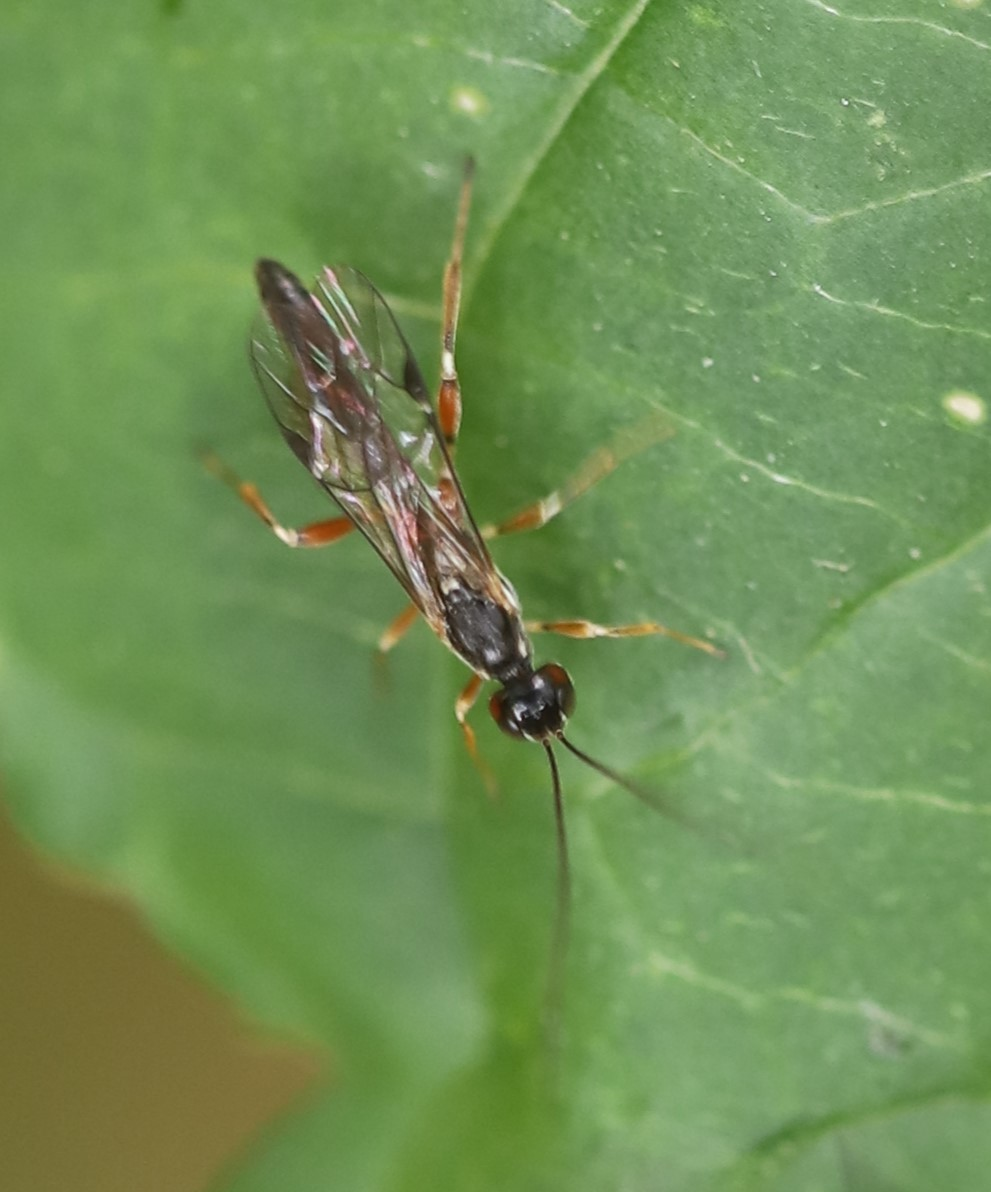
Xorides praecatorius ♂

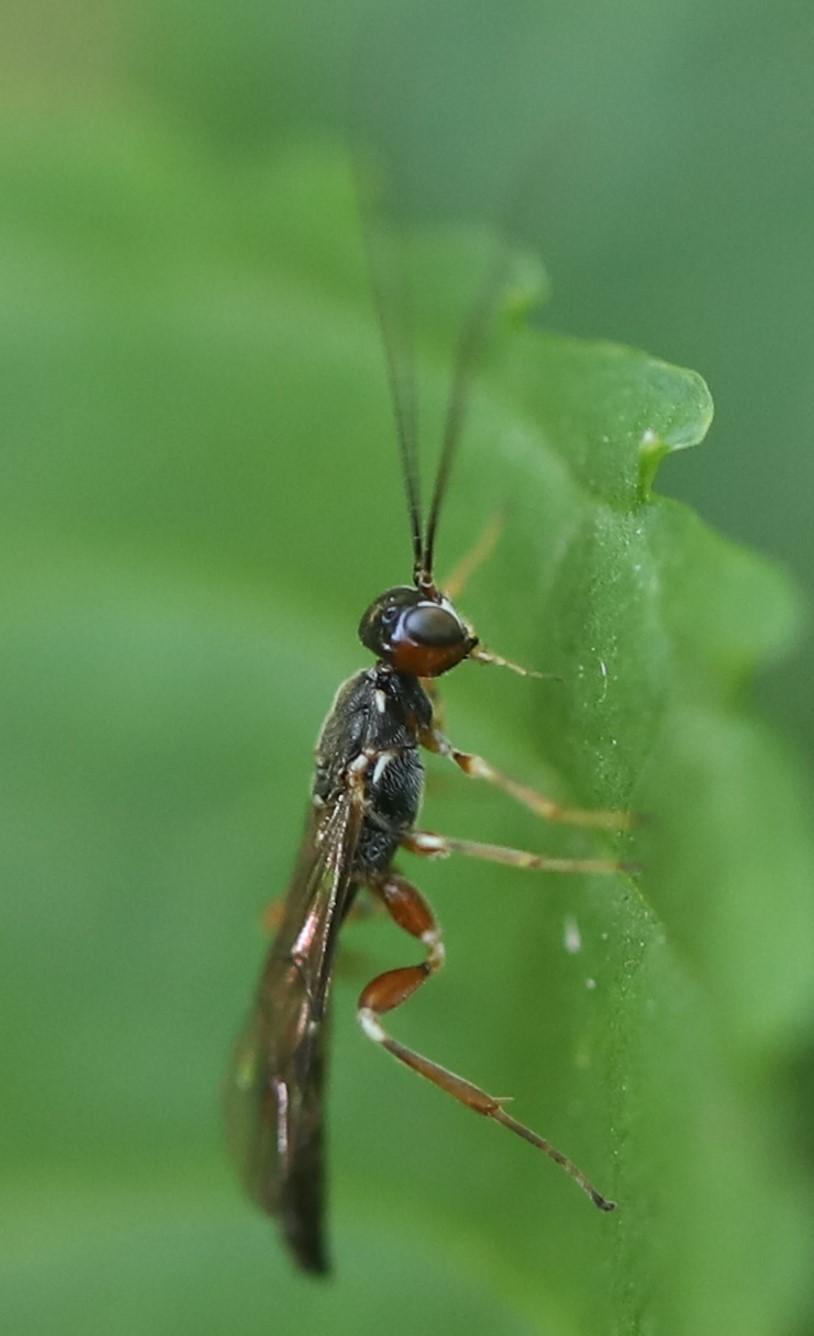
Xorides praecatorius ♂

Xorides praecatorius ist eine Schlupfwespe (Familie Ichneumonidae) aus der Unterfamilie Xoridinae. 

## Merkmale
Die hauptsächlich schwarz gefärbten Schlupfwespen erreichen eine Körperlänge von 10–15 mm. An den Schläfen befindet sich ein rostfarbener Fleck. Die Augen sind an der Innenseite weiß gerandet. Die Fühler der Weibchen sind mit Ausnahme eines weißen Bandes unweit der Fühlerspitze schwarz. Die Fühler der Männchen sind vollständig schwarz.
Das Flügelmal ist an der Basis weiß. Die überwiegend rötlich gefärbten Beine sind an der Basis der Tibia weiß. Das erste Segment (Tergit) des Metasoma besitzt dorsale Carinae und mediolaterale Furchen. Das Metasoma ist beim Männchen vollständig schwarz. Die Tergite des Weibchens besitzen mit Ausnahme des ersten Tergits eine weiße hintere Berandung. Das Weibchen besitzt einen gebogenen Legebohrer. 

## Verbreitung und Lebensraum
Xorides praecatorius ist eine paläarktische Art. Ihr Verbreitungsgebiet reicht von Europa bis nach China. In Europa ist die Art weit verbreitet und häufig. Sie kommt auch auf den Britischen Inseln und in Süd-Skandinavien vor.
Die Schlupfwespen beobachtet man häufig an Totholz von Nadel- und Laubbäumen.

## Lebensweise
Xorides praecatorius parasitiert Larven von Bock- und Prachtkäfern, die sich unter der Rinde von Bäumen entwickeln.
Zu den Wirten gehören neben weiteren folgende Arten:
- Aromia moschata – Moschusbock
- Callidium aeneum – Blaufarbener Scheibenbock
- Callidium violaceum – Blauvioletter Scheibenbock
- Leiopus nebulosus – Braungrauer Splintbock
- Phymatodes pusillus – Kleiner Scheibenbock
- Phymatodes testaceus – Variabler Schönbock
- Pyrrhidium sanguineum – Rothaarbock
- Saperda scalaris – Leiterbock
- Tetropium castaneum – Gemeiner Fichtensplintbock
- Tetropium fuscum – Brauner Fichtenbock

Xorides praecatorius ist ein idiobionter Ektoparasitoid. Die Käferlarven werden vom Schlupfwespenweibchen mit einem Stich gelähmt und anschließend ein Ei auf ihnen abgelegt. Die ausschlüpfende Larve frisst an der Wirtslarve von außen. Die Larve verpuppt sich schließlich. Die adulten Schlupfwespen fliegen von April bis August.

## Taxonomie
Xorides praecatorius ist der Untergattung Xorides zugeordnet.
Es gibt zwei Unterarten:
- Xorides praecatorius funebris
- Xorides praecatorius rufigaster

In der Literatur gibt es folgende Synonyme:
- Ichneumon articulatus Geoffroy, 1785
- Ichneumon falsatorius Olivier, 1792
- Ichneumon praecatorius Fabricius, 1793